# Muraltia acipetala
Muraltia acipetala är en jungfrulinsväxtart som beskrevs av William Henry Harvey. Muraltia acipetala ingår i släktet Muraltia och familjen jungfrulinsväxter. Inga underarter finns listade i Catalogue of Life.